# سلمونيات
السلمونيات (الاسم العلمي: Salmonidae)، فصيلة أسماك من شعاعيات الزعانف وهي الفصيلة الوحيدة في رتبة سلمونيات الشكل.